# Swatting

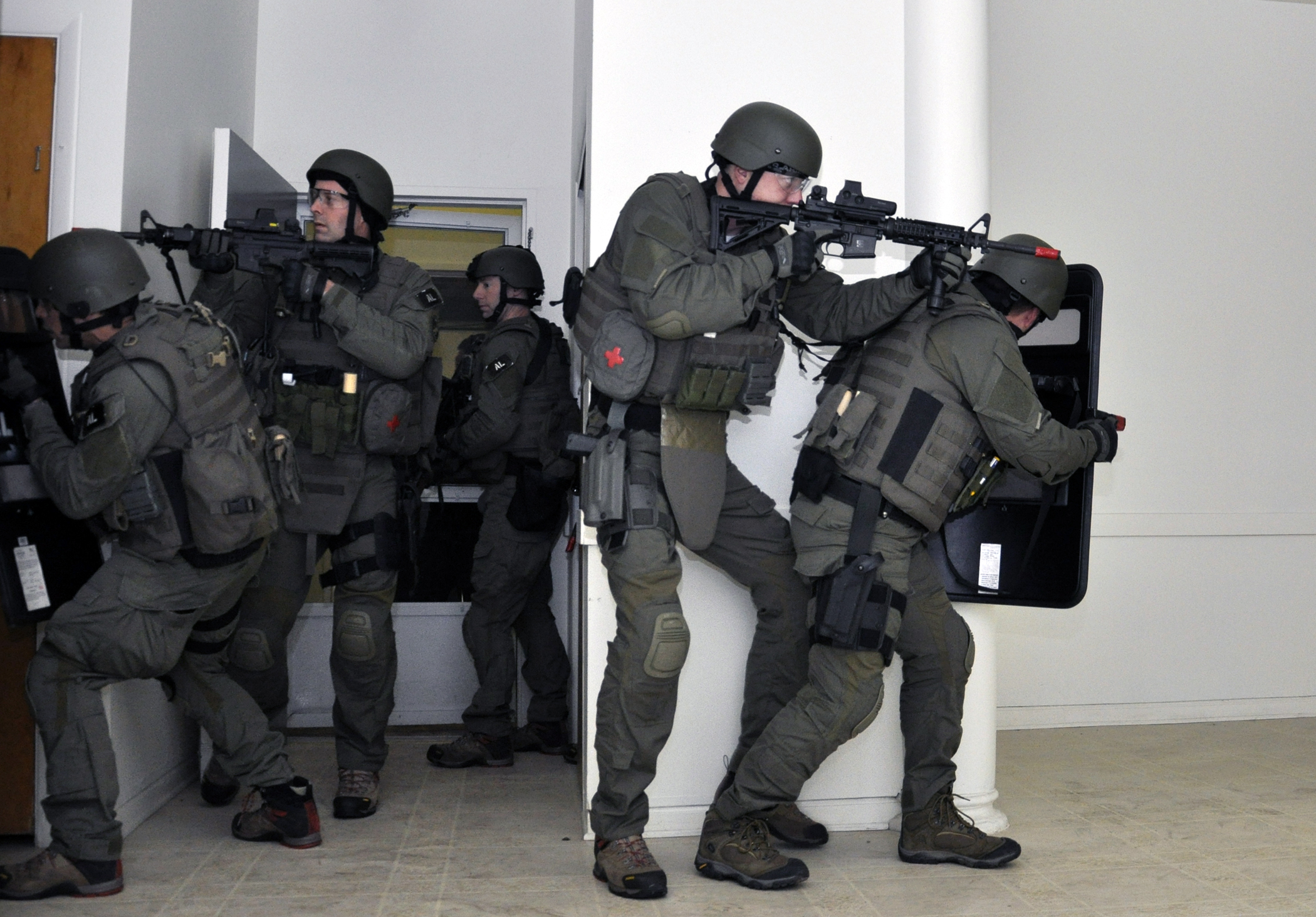
Un equipo SWAT del FBI durante un entrenamiento.

El swatting es un crimen y tipo de broma pesada que consiste en engañar a un servicio de emergencia dando un aviso de un falso incidente grave para que envíe una respuesta urgente.
El término viene de SWAT (Special Weapons and Tactics), un tipo de unidad de policía altamente militarizada de los Estados Unidos que lleva un equipo especial —por ejemplo, equipo de derribo de puertas—, así como armas de fuego de gran potencia.
El swatting se ha asociado con campañas de ciberacoso, y se han dado tanto casos de poca importancia como casos realmente notorios: desde el despliegue de escuadrones de desactivación de bombas, unidades SWAT y otras unidades de policía, pasando por evacuaciones de colegios y negocios, hasta la invención de un informe policial para desacreditar a un individuo como parte de una simple broma inocente o como venganza personal.
La práctica del swatting —relacionada con la práctica del doxxing (obtener la dirección y detalles de un individuo)— se ha descrito como terrorismo debido a su potencial para causar desorden público, hacer perder el tiempo a los servicios de emergencia, distraer su atención de emergencias de verdad y causar posibles daños físicos y psicológicos a las víctimas. La práctica de inventar informes para los servicios de emergencia está penada con sentencias de prisión en EE. UU. y es un delito grave en muchos otros países.

## Orígenes
El swatting empezó con bromas telefónicas a los servicios de emergencia. El aumento de la complejidad de las técnicas empleadas y los objetivos, los intentos de recibir respuesta de unidades de un tipo concreto y, en particular, los intentos de causar el despliegue de equipos SWAT en ubicaciones específicas dieron lugar al término swatting. El FBI ha utilizado el término desde 2008.

## Métodos
El falseo de la identificación del número de llamada entrante, la ingeniería social, el uso de teletipos, las bromas telefónicas y las técnicas de phreaking son algunos de los métodos, que se pueden combinar de distintas formas. En varias ocasiones, se ha engañado a los sistemas que conectan con los números de emergencia (tanto al personal de los servicios de emergencia como al de su atención telefónica) con llamadas provenientes de ciudades situadas a cientos de kilómetros o incluso de otros países. Lo más normal es que la persona llame al número de emergencia utilizando un número de teléfono falso con el objetivo de engañar a las autoridades para que envíen un equipo SWAT a una dirección concreta para responder a una emergencia que no existe.

## Leyes aplicables alswatting
- Estados Unidos: Puede ser causa de proceso judicial según las leyes penales federales.[3]
  - «Conspiración para tomar represalias contra un testigo, víctima o informador»
  - «Conspiración para cometer fraude de dispositivos de acceso y acceso no autorizado a un ordenador protegido»
  - Un cómplice puede ser culpable de «conspiración para obstruir a la justicia».
  - En el estado de California, los autores de estas bromas tienen que asumir el «coste total» de la respuesta de los equipos, que puede ascender a 10 000 dólares.
- Canadá
  - Pronunciación de amenazas de muerte.
  - Transmisión de información falsa con la intención de alarmar, delito público.
  - Delito contra la propiedad.

## Casos destacables
En 2009, el phreaker Mattew Weigman se declaró culpable de cargos de conspiración que incluían «participación en una conspiración de swatting» e intento de tomar represalias contra un testigo. Fue sentenciado a 11 años en una prisión federal. En 2011, el senador del estado de California Ted Lieu fue víctima de swatting.
En 2012, la CNN entrevistó al comentarista de política Erick Erickson sobre un incidente en el que había sido víctima de swatting. Una persona que llamó al 911 (número de emergencia de EE. UU.) dio la dirección de Erickson como si fuera la suya y dijo: «Acabo de disparar a mi mujer, así que… no creo que pueda ir ahí abajo… Está muerta, ahora… estoy mirándola… Pronto dispararé a otra persona». Este incidente llevó a la representante del 24.º distrito congresional de Florida Sandy Adams a presionar al Departamento de Justicia para que abriera una investigación.
En 2013, varios famosos estadounidenses fueron víctimas de swatting, incluido Sean Combs. Anteriormente, ya se habían visto afectados por el swatting Ashton Kutcher, Tom Cruise, Chris Brown, Miley Cyrus, Linkin Park, Creed, Metallica, Nirvana, Maroon 5, Taylor Swift, Iggy Azalea, Jason Derulo, Snoop Dogg, Justin Bieber y Clint Eastwood.
En mayo de 2014, un joven de dieciséis años de Ottawa (Ontario, Canadá) fue arrestado por haber realizado treinta llamadas de emergencia fraudulentas por toda Norteamérica, lo que le acarreó sesenta cargos «incluidos comunicación de amenazas de muerte, transmisión de información falsa con la intención de alarmar, delito público y delito contra la propiedad».
El 27 de agosto de 2014, el usuario de YouTube Jordan Mathewson, conocido en Internet como Kootra, transmitió en directo una partida de Counter-Strike: Global Offensive en Twitch. Un espectador llamó al 911 y dijo que se estaban produciendo disparos en el edificio y que había rehenes. Un equipo SWAT hizo una redada en la oficina desde la que la empresa de videojuegos de Mathewson, The Creatures LLC, estaba operando. Echaron a Mathewson al suelo y lo cachearon mientras otros agentes examinaban la sala. El incidente se transmitió en directo por Internet, hasta que los agentes pusieron la cámara boca abajo en el escritorio de Mathewson. Los vídeos del swatting se propagaron hasta conseguir cuatro millones de vistas en YouTube y aparecer en noticiarios de todo el mundo.
El 11 de septiembre de 2014, el programador de Bukkit Wesley «Wolvereness» Wolfe fue víctima de un incidente de swatting. Un llamador de Skype no identificado le dijo a la policía que Wolfe había matado a sus padres y que pensaba seguir asesinando a más gente. Wolfe creía que habían tomado represalias contra él debido a su publicación de una desmantelación de CraftBukkit del repositorio de Bukkit relacionada con la DMCA.
El 6 de noviembre de 2014, la casa de un ejecutivo anónimo de Bungie, un desarrollador de la saga Halo y el recientemente estrenado Destiny, fue objeto de una redada de la policía local tras una llamada —supuestamente realizada desde el interior de la casa— que decía que tenían rehenes en la vivienda. El llamador exigió un rescate de 20 000 dólares y aseguró que habían puesto explosivos en el patio. Al cabo de 45 minutos, la policía descubrió que la llamada provenía de un ordenador y no de la vivienda; declararon que el perpetrador del engaño podía enfrentarse a una multa y a un año de cárcel si se lo encontraba.
El 5 de diciembre de 2014, la policía de Coquitlam (British Columbia) arrestó a un adolescente que, bajo el pseudónimo de Obnoxious, había cometido al menos 40 actos de swatting —con éxito o sin él— en varios países. El joven, que se había especializado en tomar como víctimas a mujeres que le disgustaban, utilizaba ingeniería social y rastreo por Skype para obtener sus datos personales de compañías como Cox Communications. Luego llamaba usando voz IP para ocultar su verdadera ubicación e incluso retransmitía en directo sus llamadas. El joven se declaró culpable de 23 delitos. Un artículo de The New York Times sobre el caso criticó a Twitch por no haber bloqueado al usuario y a sus asociados en el sitio web.
El 3 de enero de 2015, veinte agentes de policía de Portland fueron enviados a la antigua vivienda de Grace Lynn. Ella declaró que aquello fue la culminación de cuatro meses de ciberacoso por parte de los colaboradores de GamerGate tras haber retirado su apoyo al movimiento. El autor del swatting, que era de Serbia, declaró que no estaba afiliado a GamerGate. Lynn dijo que ya estaba avisada del incidente porque había estado revisando con atención el ciberacoso a diario y había acabado con la situación al contactar con la policía.
El 15 de enero de 2015, en Sentinel (Oklahoma), los operadores del condado de Washita recibieron llamadas de emergencia de alguien que se hacía llamar Dallas Horton y decía que había puesto una bomba en una guardería local. Los agentes de la oficina del sheriff del condado y el jefe de policía centinela Louis Ross entraron a la fuerza en la casa de Horton. Este último disparó varias veces a Ross, que llevaba un chaleco antibalas. Una investigación más profunda reveló que las llamadas no se originaron en la casa y llevaron a los agentes de la Agencia Estatal de Investigación de Oklahoma a pensar que Horton no sabía que los que estaban entrando en su casa eran agentes de la ley. James Edward Holly confesó a los investigadores que fue él quien efectuó las llamadas con teléfonos «que no funcionaban» porque estaba enfadado con Horton.
El 24 de mayo de 2015 a las 5.41 de la madrugada, en Richmond Hill (Ontario) la policía regional de York recibió una llamada de emergencia de alguien que decía que su padre había disparado a otro miembro de la familia con un rifle de asalto. Un equipo SWAT fue a la vivienda y descubrió que era una broma.
En agosto de 2015, la fundadora del sitio web Mumsnet fue víctima de swatting, lo que resultó en el despliegue de una unidad de respuesta armada de la Policía Metropolitana de Londres que acudió a su dirección. La broma coincidió con un ataque de denegación de servicio al sitio web Mumsnet y otras amenazas de swatting.
En agosto de 2015, la palabra swatting se incluyó en el diccionario de OxfordDictionaries.com.
El 23 de septiembre de 2015, un conocido empaquetador de Howard Stern Wack llamado Jeff Curro (Jeff El borracho), de Nueva York, que es discapacitado, fue víctima de swatting dos veces en un solo día. El número de teléfono de Jeff está disponible al público para que los fanes puedan llamarlo cuando está conectado a una red social llamada Periscope. El llamador, que telefoneó desde Florida, le dijo a la policía que Jeff se había caído y, más tarde, volvió a llamar para decir que se había tomado una sobredosis de pastillas en la caravana que le servía de casa. Así, la policía fue enviada a su caravana dos veces en el mismo día. Un vecino los oyó la segunda vez y llamó a una familiar de Jeff para que fuera a verlo. Llegó cuando la policía ya se había marchado solo para encontrarse con que había sido un acto de swatting. Jeff se conectó inmediatamente a Periscope para contar lo que acababa de ocurrir. Dijo el número de teléfono del llamador en directo.
Con todo, los incidentes relacionados con esta práctica no acabaron aquí: por ejemplo, un joven fue condenado a 20 años de cárcel porque en 2017 llamó a la policía asegurando que había disparado a su padre y que tenía como rehenes al resto de su familia dentro de su domicilio. El joven dio la dirección de otra persona que jugaba con él al videojuego Call of Duty y que vivía en Kansas. Por otro lado, cabe destacar también la muerte en 2020 de un hombre de 60 años de un ataque al corazón sufrida cuando un equipo SWAT entró a su casa, debido a una denuncia a la policía norteamericana hecha por un hombre que conocía al difunto y lo acosaba en línea para que la víctima renunciara a su nombre de usuario en Twitter, para así poder tomarlo para sí mismo.